# Н'Дрі Філіпп Коффі
Н'Дрі Філіпп Коффі (фр. N'Dri Philippe Koffi, нар. 9 березня 2002, Абіджан) — івуарійський футболіст, нападник мальтійського клубу «Хамрун Спартанс».
Виступав також за клуби «Реймс-2» та «Сошо».

## Ігрова кар'єра
Народився 9 березня 2002 року в місті Абіджан. Вихованець юнацьких команд футбольних клубів «Ле-Ман», «Лаваль» та «Реймс».
У дорослому футболі дебютував 2018 року виступами за команду «Реймс-2», в якій провів три сезони, взявши участь у 17 матчах чемпіонату. 
Згодом з 2021 по 2023 рік грав у складі команд «Реймс», «Пасуш ді Феррейра» та «Ле-Ман».
Своєю грою за останню команду привернув увагу представників тренерського штабу клубу «Сошо», до складу якого приєднався 2023 року. Відіграв за команду із Сошо наступні два сезони своєї ігрової кар'єри.
До складу клубу «Хамрун Спартанс» приєднався 2025 року. 